# شركة كيان السعودية للبتروكيماويات
شركة كيان السعودية للبتروكيماويات هي شركة مساهمة سعودية، وأعلن عن تأسيس شركة كيان السعودية للبتروكيماويات كيان السعودية بموجب اتفاقية الشراكة التي وقعت بين الشركة السعودية للصناعات الأساسية (سابك) وشركة الكيان للبتروكيماويات كيان، وكان ذلك في الربع الأول من عام 2006، وقضت اتفاقية الشراكة بتأسيس شركة مساهمة باسم شركة كيان السعودية للبتروكيماويات كيان السعودية، يكون مقرها مدينة الجبيل الصناعية، برأس مال قدره خمسة عشر مليار ريال سعودي، يوزع كما يلي: 45% طرح عام، 35% للشركة السعودية للصناعات الأساسية سابك، 20% شركة الكيان للبتروكيماويات (كيان).

## أغراض الشركة
تتمثل أغراض الشركة في تشييد وإدارة وتشغيل مجمع صناعي عملاق في مدينة الجبيل الصناعية لإنتاج: الإيثيلين والبروبيلين، البولي بروبيلين، بولي إيثيلين (عالي الكثافة ومنخفض الكثافة)، أمينات الإيثانول (الأحادي والثنائي والثلاثي)، البولي كربونات، الإيثوكسيليات، بيسفينول أ، البيوتانول الطبيعي والكحول الطبيعي، وغيرهم.\

## رؤساء ومجلس إدارة الشركة
أحمد بن طريس الشيخ، رئيس مجلس الإدارة 
سميح سليمان الصحفي، الرئيس التنفيذي
محمد عبد الرحمن الزهراني، نائب رئيس مجلس الإدارة
وليد أحمد الشلفان
فهد بن عبد العزيز الشريهي
بشار طلال كيالي
أحمد علي أبوتلف
عهد عبد العزيز عويضة

## الوضع المالي للشركة
وفي فبراير 2024 أعلنت شركة كيان عن تفاقم خسائرها خلال العام الماضي بأكثر من 71% لتصل إلى 2.1 مليار ريال، كما هوت إيرادات الشركة 26.77% لتصل إلى 8.17 مليار ريال، وذلك على خلفية تراجع الإيرادات بسبب انخفاض متوسط أسعار بيع المنتجات وهبوط الكميات المنتجة والمبيعة.وفي 10 مارس 2024 أعلنت الشركة عن بلوغ خسائرها المتراكمة 20.44% أي ما يقدر بـ3.066 مليار ريال من رأس مالها البالغ 15 مليار ريال بناءً على النتائج المالية غير المدققة في تاريخ 29 فبراير 2024. 